# The Ribos Operation
The Ribos Operation (L'opération Ribos) est le quatre-vingt-dix-huitième épisode de la première série de la série télévisée britannique de science-fiction Doctor Who. Premier épisode de la seizième saison, il constitue le premier épisode de l'arc narratif de la « Clef du Temps » et fut originellement diffusé en quatre parties du 2 au 23 septembre 1978. Il marque la série par l'arrivée du personnage de Romana incarnée par Mary Tamm.

## Accroche
Le Docteur est contacté par une entité nommée "Le Gardien." Celui-ci lui donne pour mission de retrouver les six parties de la Clef du Temps. Il lui adjoint une assistante en la personne de Romana.

## Distribution
- Tom Baker — Le Docteur
- Mary Tamm — Romana
- John Leeson —  Voix de K-9
- Cyril Luckham — Le Gardien
- Iain Cuthbertson — Garron
- Nigel Plaskitt — Unstoffe
- Paul Seed — Graff Vynda-K
- Robert Keegan — Sholakh
- Timothy Bateson — Binro
- Anne Tirard — Le Chercheur
- Prentis Hancock — Le Capitaine des Shrieves
- Oliver Maguire, John Hamill — Les Shrieves

## Résumé
Le Gardien Blanc contacte le Docteur afin de lui donner une mission importante : retrouver les six parties de la Clef du Temps, un artefact puissant capable d'arrêter le temps lui-même. Il le prévient qu'il existe son opposé, le Gardien Noir, une force maléfique recherchant le même objet dans un but purement destructeur. Après lui avoir donné un localisateur en forme de baguette, il lui assigne une assistante, une jeune Time Lady sortant de l'université et nommée Romanadvoratrelundar, que le Docteur fini par appeler Romana. Malgré une première rencontre orageuse, ils réussissent à localiser le premier élément sur la planète Ribos et à l'atteindre grâce au TARDIS.
Ribos est une planète gelée dont les habitants semblent pour la plupart être restés au Moyen Âge et ignorent l'existence d'autres formes de vies en dehors. Un Terrien du nom de Garron tente de vendre Ribos à un tyran en exil, le Graff Vynda-K. Celui-ci soupçonne que la planète recèle de grandes quantités de jethrik, un métal rare et très précieux, dont un morceau immense orne les Joyaux de la couronne de Ribos. En réalité, tout cela n'est qu'un coup monté de la part de Garron, dont l'assistant Unstoffe, joue un habitant « au visage honnête » qui leur fait croire qu'un immense gisement existe mais semble avoir été perdu.
Il s'avère que l'immense pierre de jethrik est en réalité la partie de la clé du temps que le Docteur et Romana recherchent. Le Graff découvre la supercherie et prend en otage Garron, Romana et le Docteur, pendant qu'Unstoffe est partie avec le Jethrik. Là, il rencontre Binro, un habitant de la planète que tout le monde prend pour fou car il pense que celle-ci n'est pas la seule dans l'univers et que les étoiles sont en réalité des soleils miniatures. Unstoffe lui confirme qu'il a raison et Binro décide de le protéger en l'amenant dans les catacombes.
Le Graff et ses hommes décident de s'aventurer dans les catacombes, sans l'aide des gardes de Ribos qui pensent que l'endroit est maudit. K-9 parvient à sauver le Docteur et celui-ci décide de rentrer dans les catacombes en compagnie de Romana et de Garron. Après plusieurs péripétie, le Graff récupère enfin le Jethrik et donne à un des gardes des explosifs afin d'enterrer le lieu où ils se trouvent. Le garde s'avère en vérité être le Docteur et opérant un changement avec la pierre de Jethrik, il redonne les explosifs au Graff qui meurt en pensant se servir de la pierre. Le Docteur, Romana et K-9 reviennent au vaisseau après avoir subtilisé la pierre de Jethrik. Celle-ci se transforme en la première des six pièces de la Clef du Temps.

### Continuité
- La saison suit pour une fois un fil rouge avec la quête basée autour de la Clef du Temps. Cet épisode introduit la rivalité entre le Gardien Blanc (joué par Cyril Luckham) et le Gardien Noir, qui est mentionné dans cet épisode.
- Cet épisode marque la première apparition de Romana ainsi que l'introduction du nouveau K-9, dit K-9 Mark II.
- Le Docteur semble confus sur son propre âge, expliquant qu'il a 756 ans au lieu de 759 précédemment. Romana est âgée de 140 ans.
- Le Docteur et Romana font mention à Borusa, un personnage apparu dans les épisodes « The Deadly Assassin » et « The Invasion of Time ».
- Il s'agit d'un des rares épisodes où le Docteur relâche une personne tout en sachant que cela la conduira à sa mort (avec « The Brain of Morbius », « The Two Doctors » et « Des dinosaures dans l’espace »).
- On apprend que K-9 peut être appelé avec un Sifflet à chien.